# 索邦斯
索邦斯（法語：Saubens，法語發音：[sobɛ̃s]）是法国上加龙省的一个市镇，属于米雷区。

## 地理
索邦斯（43°28'45"N, 1°20'55"E）面积5.99 平方千米，位于法国奧克西塔尼大區上加龙省，该省份为法国西南部内陆省份，西南端与西班牙接壤，自此顺时针与上比利牛斯省、热尔省、塔恩-加龙省、塔恩省、奥德省和阿列日省接壤。
与索邦斯接壤的市镇（或旧市镇、城区）包括：罗凯特、米雷、潘-瑞斯塔雷、罗克、维拉特。

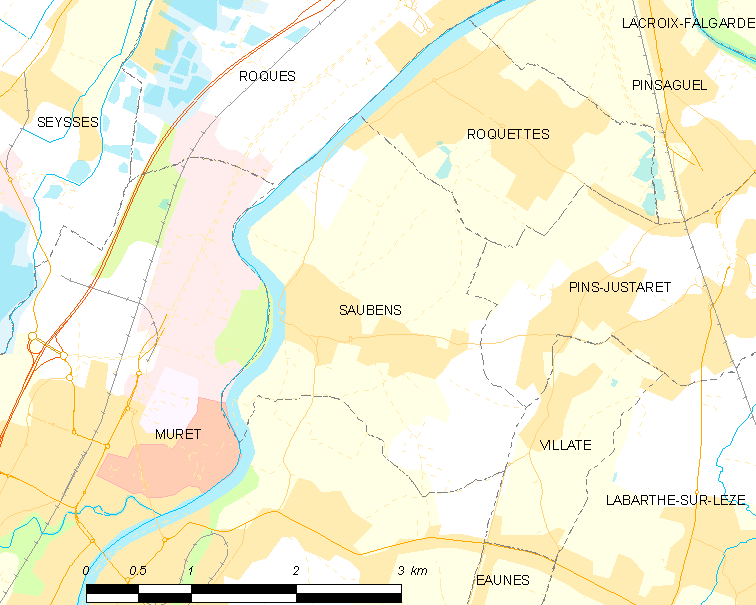
索邦斯的OSM定位图

索邦斯的时区为UTC+01:00、UTC+02:00（夏令时）。

## 行政
索邦斯的邮政编码为31600，INSEE市镇编码为31533。

## 政治
索邦斯所属的省级选区为加龙河畔波尔泰县。

## 人口

1962-2008年间索邦斯人口变化图示

索邦斯于2022年1月1日时的人口数量为2351人。